# Distrito de Sikkim meridional
Sikkim meridional (en hindi: दक्षिण सिक्किम जिला) es un distrito de la India en el estado de Sikkim. Código ISO: IN.SK.SS.
Comprende una superficie de 750 km².
La ciudad de Namchi es el centro administrativo.
El distrito se encuentra a una altitud de entre los 400 y 2000 metros sobre el nivel del mar. El clima es templado durante todo el año.
El distrito es una de las regiones menos habitadas del estado. Los habitantes son en gran medida nepalíes. Hay otros grupos étnicos como los lepcha y los buthia. El nepalí es la lengua más usada en el distrito. 
Pese a su escasa población, es el distrito más industrializado debido a la presencia de suelos llanos en contraposición al resto del Estado. Debido a la estabilidad geológica, las carreteras se encuentran en buen estado por la ausencia de corrimientos de tierra. 
Los principales centros urbanos son Teesta Bazaar y Melli. El distrito también es famoso por el Té de Sikkim, que se cultiva en los alrededores de Namchi.

## Demografía
Según censo 2011 contaba con una población total de 146 742 habitantes, de los cuales 70 079 eran mujeres y 76 663 varones.